# جف موریس (هنرپیشه)
جف موریس (انگلیسی: Jeff Morris؛ ‏ ۲۰ سپتامبر ۱۹۳۴ – ۱۲ ژوئیهٔ ۲۰۰۴) بازیگر اهل ایالات متحده آمریکا بود. وی بین سال‌های ۱۹۵۸ تا ۲۰۰۳ میلادی فعالیت می‌کرد. او در سنت جوزف از پدر و مادری یهودی زاده شده و در لابک رشد یافت.
از فیلم‌ها یا برنامه‌های تلویزیونی که وی در آن نقش داشته است، می‌توان به آیرن‌وید، بچه گالاهاد، بونانزا، نگهبان گذرگاه، قهرمانان کلی، آیرونساید، دستکش آهنی، رهسپار جنوب، برادران بلوز، مرز، دو جیک، برادران بلوز ۲۰۰۰، نقشه سوزان و مدیریت خشم اشاره کرد.